# Rosa corymbifera
Rosa corymbifera é uma espécie de planta com flor pertencente à família Rosaceae. 
A autoridade científica da espécie é Borkh., tendo sido publicada em Versuch einer Forstbotanischen Beschreibung 319-320. 1790.

## Portugal
Trata-se de uma espécie presente no território português, nomeadamente em Portugal Continental.
Em termos de naturalidade é nativa da região atrás indicada.

## Protecção
Não se encontra protegida por legislação portuguesa ou da Comunidade Europeia.